# Fédération anarchiste (francophone)
Pour les articles homonymes, voir FA et Fédération anarchiste.
 (novembre 2017).

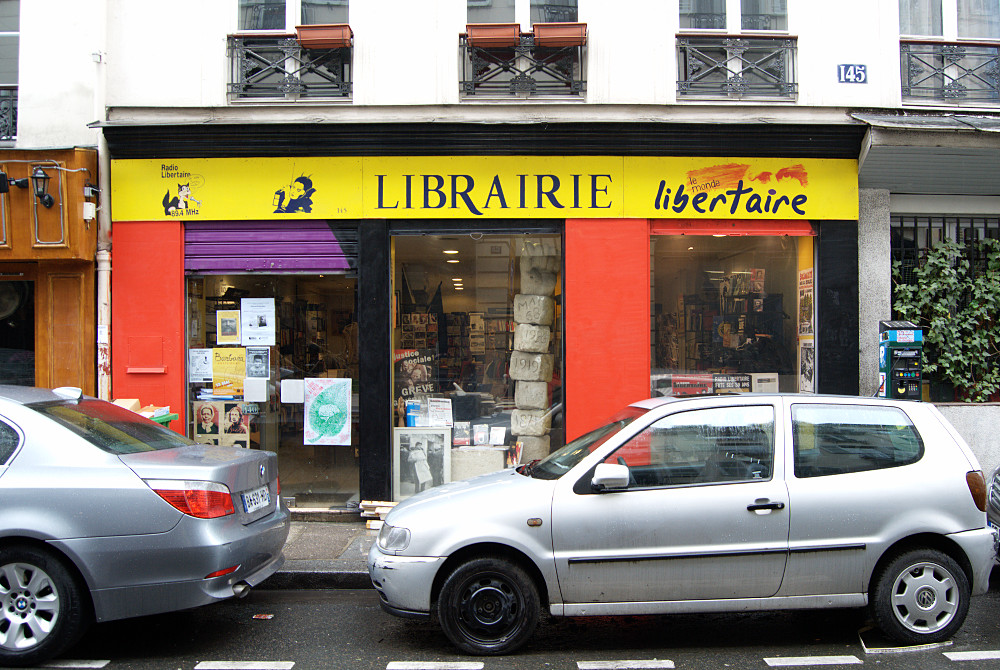
La librairie Publico de la Fédération Anarchiste

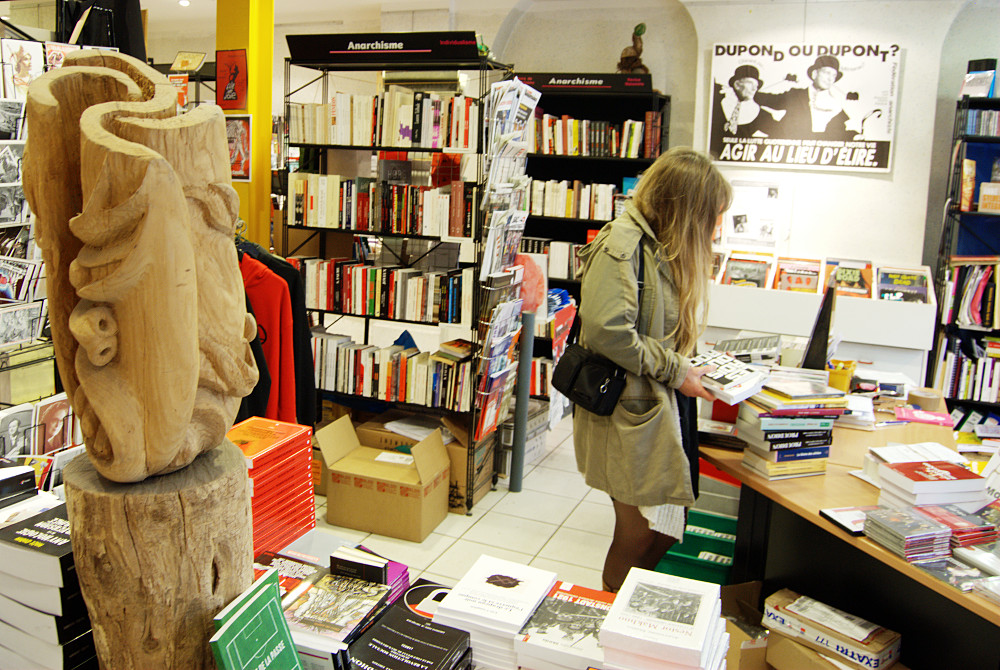
La librairie Publico

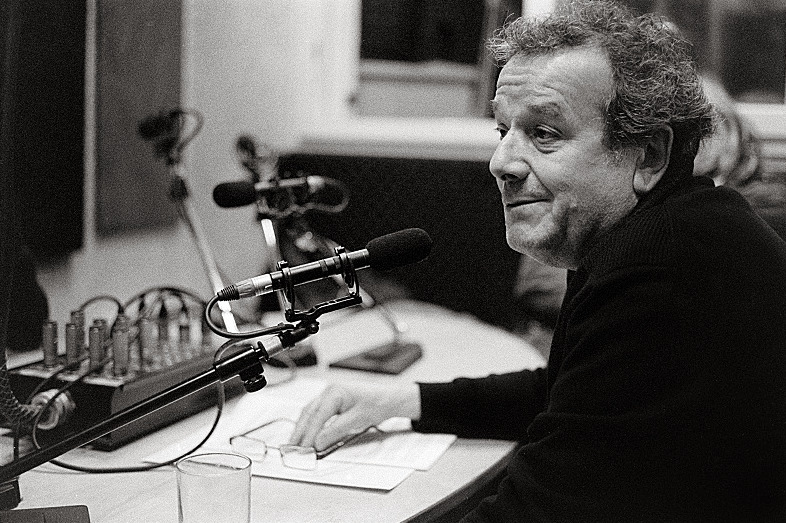
Studio de Radio libertaire

La Fédération anarchiste (FA) est une organisation anarchiste synthétiste francophone fondée en 1953.
Son but proclamé est la construction d'« une société libre sans classes ni États, sans patries ni frontières ».

## Histoire
En 1943 à Toulouse, se réunissent : Arru, les frères Laisant, deux des frères Lapeyre : Aristide Lapeyre (juste libéré par les nazis) et Laurent Lapeyre, Louis Laurent, Georges Vincey, Voline. À Paris, des réunions clandestines ont lieu à la bourse du travail. Le 21 décembre 1944, republication du journal Le Libertaire.

### La première fédération de 1945
Le 9 octobre 1945 à la salle des sociétés savantes, après la Seconde Guerre mondiale, dans un souci de rassembler les militants anarchistes dispersés durant la guerre, la Fédération anarchiste se construit afin de tous les réunir dans une même structure. Elle réunit, lors de son congrès de fondation, des militants venus des deux principales organisations d'avant-guerre (Union anarchiste (UA) et Fédération anarchiste française). Le congrès suivant se tient à Dijon en septembre 1946. La FA publie Le Libertaire et Le Trait d'Union (Paris, 1949–1950), bulletins intérieurs des groupes de la région parisienne.
Des partisans d'une organisation structurée avec une ligne politique unique (communiste libertaire) constituent en 1949 une tendance clandestine l'Organisation Pensée Bataille (OPB). Lors du congrès de Bordeaux (du 31 mai au 2 juin 1952) des membres de l'OPB sont élus aux postes de responsabilité. Au congrès de Paris (23–25 mai 1953), l'orientation communiste libertaire plateformiste (portée par Georges Fontenis et l'OPB) et l'orientation anarchiste synthésiste (portée par Maurice Joyeux) s'opposent. La première l'emporte et change ainsi l'organisation en profondeur devenant la Fédération communiste libertaire (FCL), adoptant le drapeau rouge et noir, tout en gardant les appareils de la première FA, dont Le Libertaire. La FCL, accusée d'avoir des pratiques autoritaires, léninistes, avant-gardistes et trotskistes, cesse finalement d'exister en 1957 du fait de la répression pour son engagement contre la guerre coloniale en Algérie.

### En 1953, une nouvelle fédération
Parallèlement, en 1953, une nouvelle Fédération anarchiste s'est construite entre les partisans de la synthèse anarchiste de Sébastien Faure et des militants ouvriéristes, favorables à une organisation fédérale. Son action se base alors sur la possibilité et la nécessité de l'existence de toutes les tendances libertaires au sein de l'organisation, l'autonomie de chaque groupe, la responsabilité individuelle, et un organe de presse intitulé Le Monde libertaire.

### Congrès de Bordeaux (novembre 1967): scission de la Fédération anarchiste et des situationnistes
Au printemps 1967, l'écrivain anarchiste Maurice Joyeux, qui avait milité activement avec un grand nombre de syndicalistes de la FA au sein de la CGT-Force ouvrière et défendu à partir de 1947 la notion « grève gestionnaire », s'inquiète de la « marxisation » et de voir de jeunes groupes de la Fédération anarchiste influencés par le situationnisme. Il décide alors de rédiger un bref historique du mouvement anarchiste en France, dans un texte titré L'Hydre de Lerne, et sous-titré « la maladie infantile de l'anarchie ». Il dénonce en particulier l'influence des idées marxistes et les « révolutionnaires de salon ». Sont visés par ce brûlot quelques militants dont Helène Gouroussi, Blachier et Marc Prévotel, du groupe des « liaisons internationales » mais aussi les groupes locaux de Lyon, Chambéry et Ménilmontant, et surtout les situationnistes. Dans le collimateur de l'écrivain on compte aussi les militants anarchistes étudiants de Nanterre, parmi lesquels Jean-Pierre Duteuil, membre du comité de rédaction du Monde libertaire depuis 1966 et qui publie aussi L'Anarcho de Nanterre, un bulletin ronéoté se heurtant aux militants communistes de la ville.
En parallèle, Guy Debord répond à cela en considérant que la Fédération anarchiste est tenue par des « archéo-anarchistes de bureau de tabac » fixés dans le passé et qu'au lieu de sans cesse répéter et transmettre des idées dépassées du XIXe siècle, les anarchistes devraient plutôt s'attacher au monde dans lequel ils vivent, et proposer de nouvelles théories pour y répondre, même si celles-ci pourraient provenir du marxisme.
Cette situation provoque une rupture entre Debord et la Fédération anarchiste. Dans La Société du Spectacle, par dérivé de ces conflits, Debord s'attaque à l'anarchisme comme d'une idéalisation et abstraction de la révolution. Pourtant, dans les années qui suivent la fin de l'Internationale situationniste, il se rapproche progressivement de nouveau de l'héritage anarchiste, qu'il commence à réhabiliter et réutiliser.
Le texte de Maurice Joyeux est distribué lors du 21e Congrès de la Fédération anarchiste à Bordeaux du 10 au 12 novembre 1967. L'affrontement idéologique provoque des départs et des exclusions parmi lesquelles ceux des étudiants anarchistes de Nanterre, souvent du département de sociologie, selon leur leader local Jean-Pierre Duteuil.Il quitte ainsi ce congrès de Bordeaux avec une quinzaine d'autres groupes de jeunes militants — jusque là suivant la Fédération — qui vont former ensuite l'ossature du groupe « Noir et Rouge » et pour certains participer au Mouvement du 22 Mars; créé plus tard en 1968, lors de l'occupation de la tour administrative de l'Université de Nanterre.
Ce congrès de Bordeaux de 1967 et ses suites donnent lieu à une scission, une partie des militants incriminés créant l'Organisation révolutionnaire anarchiste (1967–76) qui édite le journal L'Insurgé et met en place une certaine coordination internationale, avec des tendances organisées également au Royaume-Uni et en Italie, qui en 1970 se retrouvent comme organisations à part entière dans leurs pays respectifs.

### Depuis les années 1970

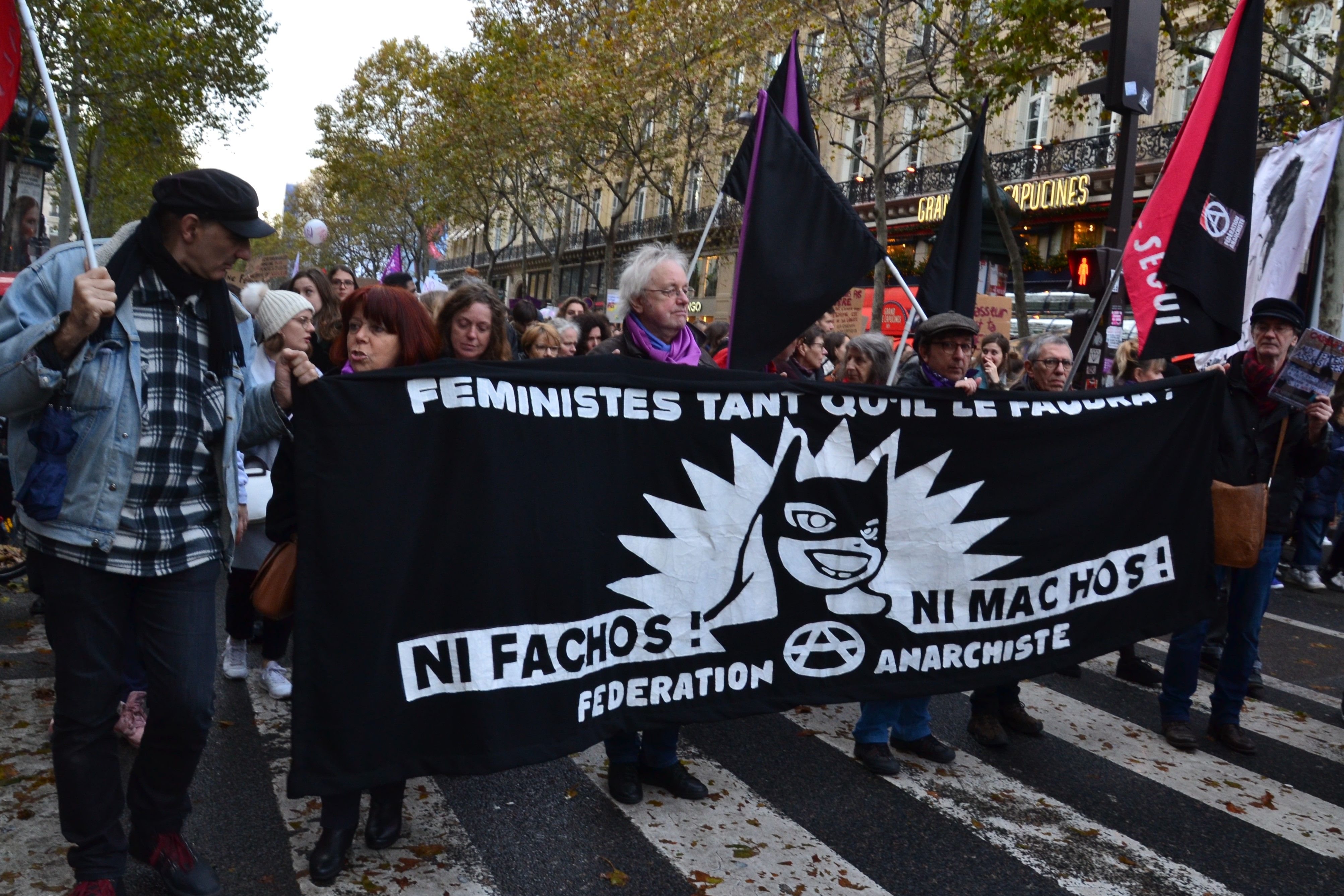
Féministes tant qu'il le faudra ! Des anarcha-féministes de la FA à la marche contre les violences sexistes et sexuelles du 23 novembre 2019.

Dans les années 1970, ses principes de bases évolueront vers un compromis entre la synthèse de Voline et quelques idées plateformistes, qui intégreront en particulier la lutte des classes.[réf. nécessaire]

## Fonctionnement
Un congrès, seule instance décisionnelle, se tient tous les ans et prend des décisions à l'unanimité des participants ; il décide des orientations générales de l'organisation, des campagnes de propagande à mener dans l'année et mandate les différents secrétaires et administrateurs.
Trois fois par an, des Comités de relations élargis (CRE) sont organisées afin d'analyser la situation sociale et de réagir rapidement au niveau des campagnes fédérales. La règle de la responsabilité individuelle est appliquée, ce qui signifie que le mandatement est individuel et non collectif.

## Chronologie des congrès
| Numérotation | Lieu                     | Année | Dates                 | Observations                        |
| ------------ | ------------------------ | ----- | --------------------- | ----------------------------------- |
|              | Agen                     | 1944  | 29–30 octobre         | Rencontre pré-congrès               |
|              | Paris                    | 1945  | 6–7 octobre           | Assises du mouvement libertaire     |
| 1            | Paris                    | 1945  | 12–13 décembre        | Congrès constituant                 |
| 2            | Dijon                    | 1946  | 13–14–15 septembre    |                                     |
| 3            | Angers                   | 1947  | 9–10–11 novembre      |                                     |
| 4            | Paris                    | 1950  | 27–28–29 mai          |                                     |
| 5            | Lille                    | 1951  | 12–13–14 mai          |                                     |
| 6            | Bordeaux                 | 1952  | 31 mai–1er et 2 juin  |                                     |
| 7            | Paris                    | 1953  | 23–24–25 mai          | Éclatement de la FA                 |
| 8            | Paris                    | 1953  | 25–26–27 décembre     | Congrès de reconstruction           |
| 9            | Paris                    | 1955  | 28–29–30 mai          |                                     |
| 10           | Vichy                    | 1956  | 19–20–21 mai          |                                     |
| 11           | Nantes                   | 1957  | 8–9–10 juin           |                                     |
| 12           | Paris                    | 1958  | 24–25–26 mai          |                                     |
| 13           | Bordeaux                 | 1959  | 16–17–18 mai          |                                     |
| 14           | Angers-Trélazé           | 1960  | 4–5–6 juin            |                                     |
| 15           | Montluçon                | 1961  | 20–21–22 mai          |                                     |
| 16           | Mâcon                    | 1962  | 9–10–11 juin          |                                     |
| 17           | Nantes                   | 1963  | 1er–2–3 juin          |                                     |
| 18           | Paris                    | 1964  | 16–17–18 mai          |                                     |
| 19           | Toulouse                 | 1965  | 5–6–7 juin            |                                     |
| 20           | Paris                    | 1966  | 28–29–30 mai          |                                     |
| 21           | Bordeaux                 | 1967  | 13–14–15 mai          |                                     |
| 22           | Paris                    | 1968  | 29–30 juin            | 1er congrès extraordinaire (Mai 68) |
| 23           | Marseille                | 1968  | 1er–2–3 novembre      |                                     |
| 24           | Lorient                  | 1969  | 24–25–26 mai          |                                     |
| 25           | Limoges                  | 1970  | 15–16–17 mai          |                                     |
| 26           | Asnières-sur-Seine       | 1971  | 29–30–31 mai          |                                     |
| 27           | Le Havre                 | 1972  | 20–21–22 mai          |                                     |
| 28           | Nantes                   | 1973  | 9–10–11 juin          |                                     |
| 29           | Paris                    | 1974  | 1er–2–3 juin          |                                     |
| 30           | Vendôme                  | 1975  | 17–18–19 mai          |                                     |
| 31           | Besançon                 | 1976  | 5–6–7 juin            |                                     |
| 32           | Toulon                   | 1977  | 28–29–30 mai          |                                     |
|              | Boussy-Saint-Antoine     | 1977  | 11–12–13 novembre     | 2e congrès extraordinaire           |
| 33           | Ris-Orangis              | 1978  | 13–14–15 mai          |                                     |
| 34           | Tours                    | 1979  | 2–3–4 juin            |                                     |
|              | Antony                   | 1979  | 1er–2–3–4 novembre    | 3e congrès extraordinaire           |
| 35           | Angers                   | 1980  | 15–16–17–18 mai       |                                     |
| 36           | Neuilly-sur-Marne        | 1981  | 6–7–8 juin            |                                     |
| 37           | Le Havre                 | 1982  | 29–30–31 mai          |                                     |
| 38           | Besançon                 | 1983  | 21–22–23 mai          |                                     |
| 39           | Toulouse                 | 1984  | 9–10–11 juin          |                                     |
| 40           | Paris                    | 1985  | 25–26–27 mai          |                                     |
| 41           | Paris                    | 1985  | 5–6 octobre           | 4e congrès extraordinaire           |
| 42           | Perpignan                | 1986  | 17–18–19 mai          |                                     |
| 43           | Angers                   | 1987  | 6–7–8 juin            |                                     |
| 44           | Rouen                    | 1988  | 21–22–23 mai          |                                     |
| 45           | Paris                    | 1988  | 25–26 juin            | 5e congrès extraordinaire           |
| 46           | Rennes                   | 1989  | 13–14–15 mai          |                                     |
| 47           | Villeurbanne             | 1990  | 2–3–4 juin            |                                     |
| 48           | Angoulême                | 1991  | 18–19–20 juin         |                                     |
| 49           | Lille                    | 1992  | 6–7–8 juin            |                                     |
| 50           | Bordeaux-Cenon           | 1993  | 29–30–31 mai          |                                     |
| 51           | Ris-Orangis              | 1994  | 21–22–23 mai          |                                     |
| 52           | Rouen                    | 1995  | 6–7–8 mai             |                                     |
| 53           | Toulouse                 | 1996  | 17–18–19 mai          |                                     |
| 54           | Rennes                   | 1997  | 17–18–19 mai          |                                     |
| 55           | Montpellier              | 1998  | 30–31 mai et 1er juin |                                     |
| 56           | Lorient                  | 1999  | 22–23–24 mai          |                                     |
| 57           | Perpignan                | 2000  | 10–11–12 juin         |                                     |
| 58           | Besançon                 | 2001  | 2–3–4 juin            |                                     |
| 59           | Rouen                    | 2002  | 18–19–20 mai          |                                     |
| 60           | Besançon                 | 2003  | 7–8–9 juin            |                                     |
| 61           | Rennes                   | 2004  | 29–30–31 mai          |                                     |
| 62           | Rouen                    | 2005  | 11–12 juin            |                                     |
| 63           | Merlieux                 | 2006  | 3–4–5 juin            |                                     |
| 64           | Ganges                   | 2007  | 26–27–28 mai          |                                     |
| 65           | Villard_(Creuse)         | 2008  | 10–11–12 mai          |                                     |
| 66           | Besançon                 | 2009  | 30–31 mai et 1er juin |                                     |
| 67           | Rennes                   | 2010  | 22–23–24 mai          |                                     |
| 68           | Corbigny                 | 2011  | 11–12–13 juin         |                                     |
| 69           | Paris                    | 2011  | 5–6 novembre          | 6e congrès extraordinaire           |
| 70           | Rouen                    | 2012  | 26–27–28 mai          |                                     |
| 71           | Cluny                    | 2013  | 18–19–20 mai          |                                     |
| 72           | St-Imier (Suisse)        | 2014  | 7–8–9 juin            |                                     |
| 73           | Merlieux-et-Fouquerolles | 2015  | 23–24–25 mai          |                                     |
| 74           | Rennes                   | 2016  | 14–15–16 mai          |                                     |
| 75           | Paris                    | 2017  | 3–4–5 juin            |                                     |
| 76           | Châlette-sur-Loing       | 2018  | 19–20–21 mai          |                                     |
| 77           | Amiens                   | 2019  | 8–9–10 juin           |                                     |
| 78           | Lyon                     | 2020  |                       | Annulé pour cause de COVID          |
| 79           | Merlieux-et-Fouquerolles | 2021  | 21–22 aout            |                                     |
| 80           | Merlieux-et-Fouquerolles | 2022  | 4–5–6 juin            |                                     |
| 81           | Caulnes                  | 2023  | 27–28–29 mai          |                                     |
| 82           | Merlieux-et-Fouquerolles | 2024  | 18–19–20 mai          |                                     |
| 83           | Chirols                  | 2025  | 7–8–9 juin            |                                     |

## Moyens

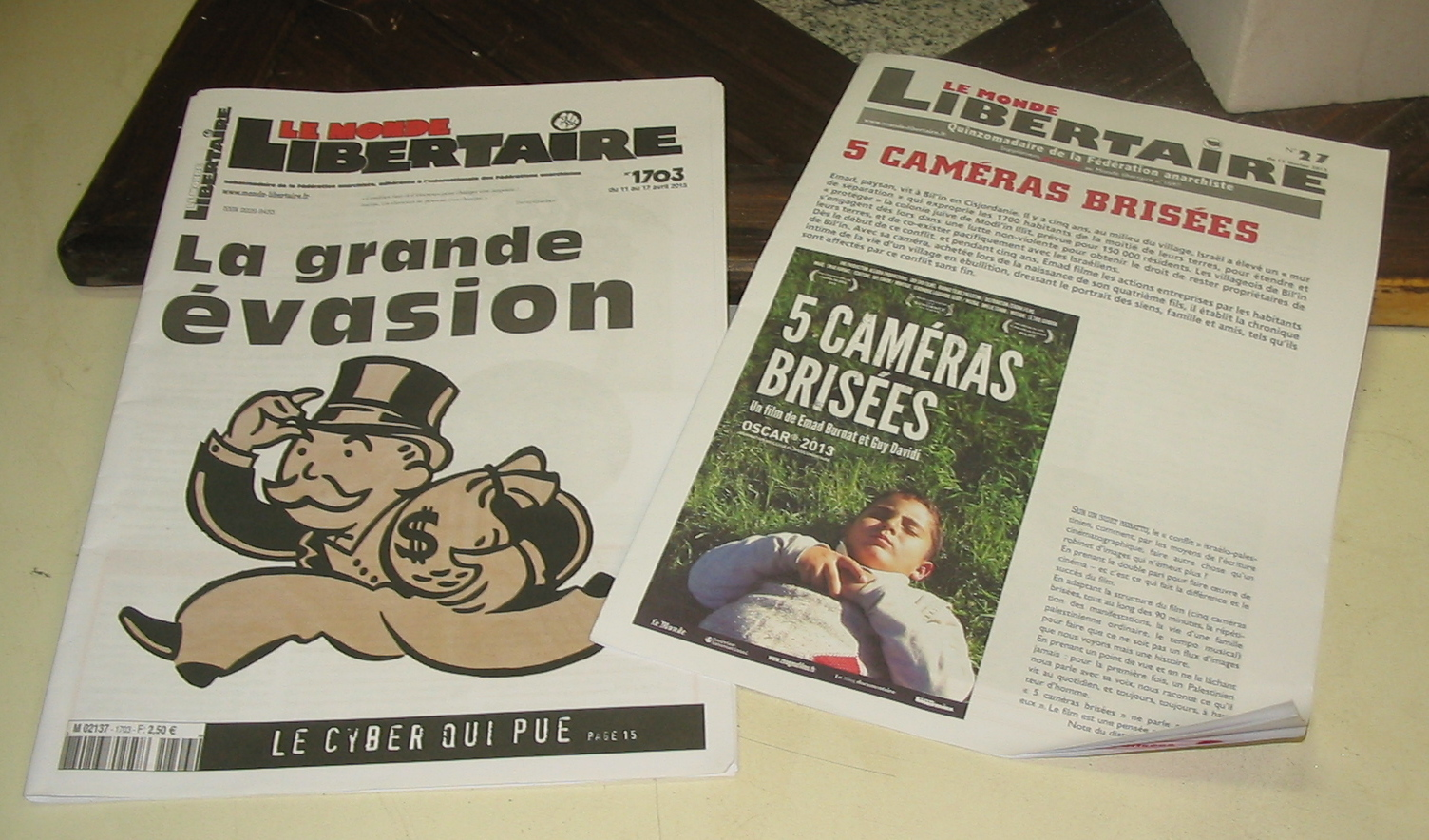
Deux numéros du Monde libertaire.

À l'heure actuelle [Quand ?], la Fédération anarchiste compte plus de 110 groupes et liaisons en France mais aussi en Belgique et en Suisse (113 groupes et liaisons en avril 2015). Cela permet à la Fédération anarchiste de couvrir un réseau assez dense et régulier sur l'ensemble du territoire et fait d'elle l'organisation anarchiste spécifique française la mieux implantée et la plus développée.
Jusqu'en juin 2015, la Fédération anarchiste publie un journal hebdomadaire de 24 pages, Le Monde libertaire, diffusé dans les points de vente militants, à la vente à la criée et par abonnement, et diffusé en kiosque. La FA édite aussi Le Monde libertaire hors-série de 68 pages, diffusé en kiosque. Depuis 2016, c'est une formule mensuelle qui est diffusée en kiosque et dans les points de vente militants, associé au site internet monde-libertaire.net.
La Fédération crée également en 1981 une radio locale, Radio libertaire, qui émet sur l'ensemble de la région parisienne sur le 89,4 MHz FM ; cette radio émet par ailleurs dans le monde entier à travers son site internet. Cette radio est un organe fédéral directement géré par le congrès. C'est le cas aussi pour les éditions du Monde Libertaire, qui publient chaque année brochures et livres, ainsi que la Librairie Publico de Paris, librairie anarchiste connue mondialement, constituée d'un fonds de près de 4 000 ouvrages sur l'histoire et l'actualité des mouvements anti-autoritaires. De nombreuses activités y sont organisées, comme des projections de films, des rencontres/débats autour d'un livre, des concerts.

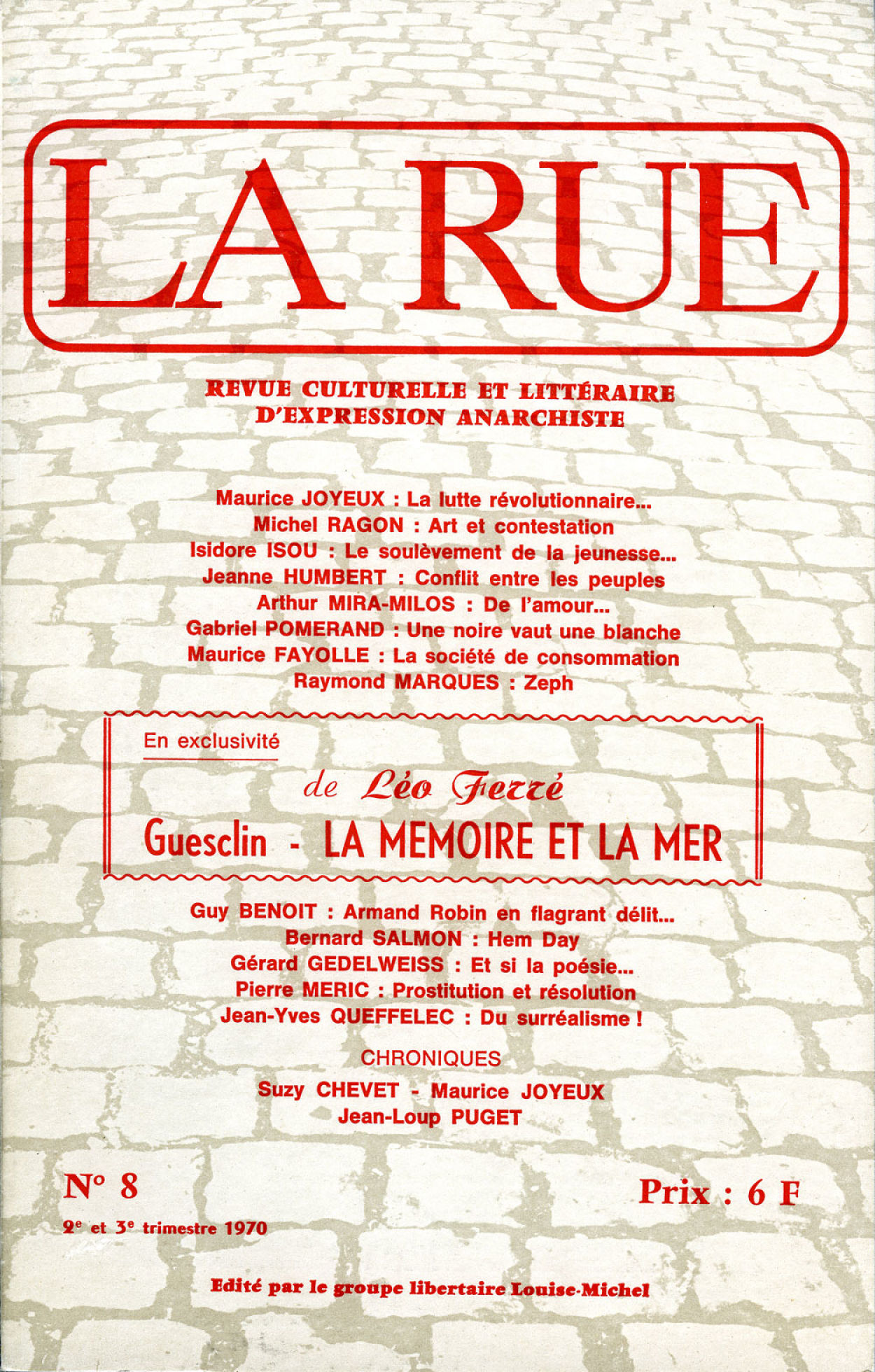
Le numéro 8 de la revue La Rue, en 1970.

Les différents groupes de la Fédération anarchiste gèrent des locaux, la bibliothèque anarchiste La Rue à Paris, l'Autodidacte à Besançon, l'Insoumise à Rouen, La Commune à Rennes, L'Athénée libertaire à Bordeaux, l'Étoile Noire à Laon.
La Fédération anarchiste s'est largement investie dans la mobilisation anti-G8 de 2003 à Annemasse avec la construction d'un village libertaire (le VAAAG) et dans la Coordination des luttes anti-autoritaires et anti-capitalistes (CLAAAC) ainsi que dans le Forum Social Libertaire de Saint-Ouen. Plus récemment, la Fédération anarchiste a coorganisé avec des organisations libertaires suisses les Rencontres internationales de l'anarchisme de Saint-Imier en parallèle au 9e Congrès de l'Internationale des fédérations anarchistes (IFA) qui ont attiré près de 4 000 personnes entre les 8 et 12 août 2012.

## Sources primaires
- Dans les numéros 28, 30 et 31 de la revue La Rue, Maurice Joyeux, publie trois articles intitulés « L'affaire Fontenis », « La reconstruction de la Fédération anarchiste » et « La Fédération anarchiste reprend sa place » qui retracent l'histoire de cette organisation de 1945 à 1965[17]

## Commentaires
- Une section est consacrée à la Fédération anarchiste dans le rapport des Renseignements généraux baptisé « Extrême gauche 2000 »[18],[19],[20].

### Vidéographie
- Jacqueline Lamant, Foi d'anar. Maurice Joyeux. Portrait d'un anarchiste , France Régions 3, 16 septembre 1984, 58 min, voir en ligne.
- Chrisitian Mottier, Ni Dieu ni maître, Temps présent, Radio télévision suisse, 3 avril 1970, voir en ligne.